# Marco Antonio Ganoza
Marco Antonio Ganoza Carmona (Lima, Perú; 12 de febrero de 1975) es un chef y empresario de la gastronomía peruana y la cocina criolla costarricense. Estudió la cocina en la escuela Mey Hoffaman en Barcelona. Después de una experiencia culinaria de 10 años en Europa, se trasladó a Costa Rica en el año 2004, donde reside y creó el Restaurante La Divina Comida, fine dining especializado en comida fusión peruana.

## Restaurante La Divina Comida by Marco Antonio
Creado por el Chef Marco Antonio en el año 2003, en San José. Costa Rica, el Restaurante La Divina Comida (fusión peruana y cocina de autor) es considerado uno de los mejores restaurantes peruanos del mundo, ocupando la posición número 12, según estudio y premiación del World Travel Awards, 2016. Entre sus platos: el "Divino Poke" una combinación de quinua roja y atún, el risotto a la huancaína, ceviches Caribe, nikkei, limeño y clásico, el lomito saltado, chaufas entre tantos más, son el resultado de la creatividad y estilo de su autor, el Chef Marco Antonio y la fusión peruana con la cocina criolla de cuatro continentes.
Su propuesta aprovecha los ingredientes de temporada para generar nuevas experiencias en los comensales y principios de sostenibilidad como la pesca responsable y sostenible de pescadores artesanales, trabajando cada plato con el pescado que el mar da cada día, en pro de la conservación y cuidado de las especies marinas.

## La Dolce Vita by Marco Antonio
En el año 2015, el Chef Marco Antonio incursionó en la televisión con el programa La Dolce Vita Lifestyle by Marco Antonio, que se transmite por el canal TD+ (canal 15 de Cabletica, Costa Rica) los martes a las 9 p. m. Es un programa de estilo de vida, que fusiona la cocina con el deporte. Las principales figuras del deporte costarricense e internacional, entran a la cocina con el Chef Marco Antonio, para compartir aspectos de su vida, carrera deportiva y preparar recetas culinarias. El objetivo del Chef Marco Antonio con el programa es divulgar el mensaje de gastronomía fusión y cocina criolla, a todos aquellos que gustan de los deportes, la buena comida y los estilos de vida saludables, fomentando y educando su pasión por la gastronomía.

## La Pandilla Pejibaye
A lo largo de su carrera como chef y creativo de la gastronomía, el Chef Marco Antonio creó en el año 2014 la Pandilla Pejibaye, una iniciativa cultural y gastronómica que agrupa reconocidos chefs costarricenses que tienen la misión de rescatar lo mejor de la cocina criolla, a través de actividades de capacitación, educación y promoción de la gastronomía y cultura de Costa Rica en el mundo.

## Planes y proyectos
El Chef Marco Antonio es Presidente de Tayta Group, grupo empresario que agrupa los diferentes proyectos que lidera e iniciativas dedicadas a la investigación culinaria y al impulso de la gastronomía como motor económico, de progreso social y de incentivo cultural. En el futuro proyecta nuevos proyectos de expansión en Latinoamérica con el mismo fin.

## Premios y distinciones
Año 2016
- Mejor Restaurante Peruano del Mundo (La Divina Comida, posición 12) World Travel Awards, 2016[5]

Año 2015
- Primer y único chef de Centroamérica y Caribe[10] electo entre los 50 mejores nuevos Chefs y Revelaciones del Mundo, para participar en el Chef's Cup San Pellegrino, Italia, 2015[11]

Año 2016
- Jurado, Ceviche Tour,[12] Costa Rica

Año 2015
- Food Revolution Ambassador, Jamie Oliver Food Foundation[13]

Año 2014
- Jurado Ceviche Fest, Quepos, Costa Rica[14]

Año 2013
- Vicepresidente de la "Chaine des Rotisseurs Costa Rica"

Año 2013
- Orden del Mérito, World Association of Chefs Societies

Año 2006
- Chef Casa Presidencial, Período del Gobierno Oscar Arias Sánchez, Premio Nobel de la Paz